# Freedom (Akon)
Freedom è il terzo album in studio del cantante statunitense Akon. L'album era stato inizialmente intitolato Acquitted. È stato pubblicato il 1º dicembre 2008 come download digitale, ed il giorno successivo il disco è stato commercializzato nei negozi.

## Tracce
1. Right Now (Na Na Na)Akon, Giorgio Tuinfort - 4:01
2. Beautiful (featuring Colby O'Donis & Kardinal Offishall) 	Akon, Jaylien 2010 - 5:13
3. Keep You Much Longer Akon, Giorgio Tuinfort - 4:18
4. Troublemaker (featuring Sweet Rush) 	Akon, Timothy Walls - 3:57
5. We Don't Care Akon, Giorgio Tuinfort - 3:34
6. I'm So Paid (featuring Young Jeezy & Lil Wayne) 	Akon, Detail - 3:26
7. Holla Holla (featuring T-Pain) 	Akon, T-Pain - 3:00
8. Against the Grain (featuring Ray Lavender) 	Akon, RedOne - 3:46
9. Be with You Akon, Hakim - 3:49
10. Sunny Day (featuring Wyclef Jean) 	Akon, RedOne - 3:15
11. Birthmark Akon, Giorgio Tuinfort, Detail - 3:59
12. Over the Edge Akon, Giorgio Tuinfort - 4:20
13. Freedom Akon, Giorgio Tuinfort - 4:12
14. Clap Again Akon, Hakim Abdulsamad - 5:11